# Volley Talmassons 2024-2025
Questa voce raccoglie le informazioni riguardanti il Volley Talmassons nelle competizioni ufficiali della stagione 2024-2025.

## Stagione
Nella stagione 2024-25 il Volley Talmassons assume la denominazione sponsorizzata di CDA Volley Talmassons FVG.
Partecipa per la prima volta alla Serie A1, grazie alla promozione dalla Serie A2 conquistata l'annata precedente; chiude la regular season di campionato al quattordicesimo posto in classifica, retrocedendo in Serie A2.

## Organigramma societario
Area direttiva
- Presidente: Ambrogio Cattelan

Area tecnica
- Allenatore: Leonardo Barbieri
- Allenatore in seconda: Fabio Parazzoli
- Assistente allenatore: Andrea Altamura, Fabio Toneatto
- Scout man: Giuliana Degan

## Rosa
| N° | Nome                | Ruolo | Data di nascita  | Nazionalità sportiva |
| -- | ------------------- | ----- | ---------------- | -------------------- |
| 1  | Alice Pamio         | S     | 15 gennaio 1998  | Italia               |
| 2  | Sofia Gazzola       | L     | 1º gennaio 2008  | Italia               |
| 3  | Rebecca Feruglio    | P     | 24 febbraio 2006 | Italia               |
| 6  | Jovana Kocić        | C     | 24 febbraio 1998 | Serbia               |
| 7  | Martina Ferrara     | L     | 28 gennaio 1999  | Italia               |
| 8  | Nicole Piomboni     | S     | 22 novembre 2005 | Italia               |
| 9  | Islam Gannar        | C     | 3 luglio 2004    | Italia               |
| 10 | Chidera Eze         | P     | 2 settembre 2003 | Italia               |
| 11 | Jana Ščerban'       | S     | 6 settembre 1989 | Russia               |
| 12 | Olga Strantzalī     | S     | 12 gennaio 1996  | Grecia               |
| 14 | Alexandra Botezat   | C     | 3 agosto 1998    | Italia               |
| 15 | Bianca Bucciarelli  | S     | 2 giugno 2001    | Italia               |
| 17 | Maja Storck         | O     | 8 ottobre 1998   | Svizzera             |
| 24 | Anastasija Černucha | O     | 14 aprile 1995   | Ucraina              |

## Mercato
| Acquisti                               | Acquisti            | Acquisti            | Acquisti   |
| R.                                     | Nome                | da                  | Modalità   |
| -------------------------------------- | ------------------- | ------------------- | ---------- |
| C                                      | Alexandra Botezat   | Montecchio Maggiore | definitivo |
| S                                      | Bianca Bucciarelli  | Seton Hall          | definitivo |
| O                                      | Anastasija Černucha | Firenze             | definitivo |
| L                                      | Martina Ferrara     | Roma Club           | definitivo |
| C                                      | Islam Gannar        | Hermaea             | definitivo |
| L                                      | Sofia Gazzola       | Academy Piacenza    | definitivo |
| C                                      | Jovana Kocić        | Alba-Blaj           | definitivo |
| S                                      | Alice Pamio         | Millenium Brescia   | definitivo |
| S                                      | Jana Ščerban'       | Trentino            | definitivo |
| S                                      | Olga Strantzalī     | AEK Atene           | definitivo |
| Trasferimenti nel corso della stagione |                     |                     |            |
| O                                      | Maja Storck         | Megavolley          | definitivo |

| Cessioni                               | Cessioni            | Cessioni          | Cessioni   |
| R.                                     | Nome                | a                 | Modalità   |
| -------------------------------------- | ------------------- | ----------------- | ---------- |
| P                                      | Anita Bagnoli       | Adolfo Consolini  | definitivo |
| S                                      | Elisa Bole          | Offanengo         | definitivo |
| C                                      | Veronica Costantini | Roma Club         | definitivo |
| C                                      | Katja Eckl          | Imoco             | definitivo |
| C                                      | Camilla Grazia      | Altino            | definitivo |
| S                                      | Petra Gulich        | ?                 | definitivo |
| S                                      | Leah Hardeman       | LOVB Austin       | definitivo |
| O                                      | Júlia Kavalenka     | Concorezzo        | definitivo |
| L                                      | Isabella Monaco     | Volano            | definitivo |
| L                                      | Beatrice Negretti   | LOVB Atlanta      | definitivo |
| S                                      | Alessia Populini    | Venelles          | definitivo |
| Trasferimenti nel corso della stagione |                     |                   |            |
| O                                      | Anastasija Černucha | Bandung BJB       | definitivo |
| S                                      | Jana Ščerban'       | Jakarta Pertamina | definitivo |

## Risultati

### Serie A1

#### Girone di andata
| 1ª giornata - 6 ottobre 2024 Palazzetto dello Sport, Roma                   | Roma Club       | 3 - 1 | Talmassons           | 26-28, 30-28, 25-20, 25-19        |
| 2ª giornata - 13 ottobre 2024 Palazzetto dello Sport, Latisana              | Talmassons      | 0 - 3 | Imoco                | 23-25, 20-25, 18-25               |
| 3ª giornata - 20 ottobre 2024 PalaFacchetti, Treviglio                      | Bergamo 1991    | 1 - 3 | Talmassons           | 25-27, 25-20, 23-25, 18-25        |
| 4ª giornata - 27 ottobre 2024 Palazzetto dello Sport, Latisana              | Talmassons      | 1 - 3 | Megavolley           | 25-23, 13-25, 13-25, 19-25        |
| 5ª giornata - 30 ottobre 2024 PalaWanny, Firenze                            | Savino Del Bene | 3 - 0 | Talmassons           | 25-18, 25-21, 25-13               |
| 6ª giornata - 3 novembre 2024 Palazzetto dello Sport, Latisana              | Talmassons      | 2 - 3 | Chieri '76           | 18-25, 25-21, 17-25, 26-24, 10-15 |
| 7ª giornata - 10 novembre 2024 Palazzetto dello Sport, Villafranca Piemonte | Pinerolo        | 3 - 0 | Talmassons           | 26-24, 25-18, 25-20               |
| 8ª giornata - 17 novembre 2024 Palazzetto dello Sport, Latisana             | Talmassons      | 1 - 3 | Pro Victoria         | 25-22, 21-25, 30-32, 23-25        |
| 9ª giornata - 23 novembre 2024 PalaTerdoppio, Novara                        | AGIL            | 3 - 2 | Talmassons           | 23-25, 25-12, 25-21, 15-25, 18-16 |
| 10ª giornata - 1º dicembre 2024 Palazzetto dello Sport, Latisana            | Talmassons      | 1 - 3 | Cuneo Granda         | 20-25, 25-15, 20-25, 23-25        |
| 11ª giornata - 4 dicembre 2024 PalaWanny, Firenze                           | Firenze         | 0 - 3 | Talmassons           | 19-25, 26-28, 24-26               |
| 12ª giornata - 8 dicembre 2024 Palazzetto dello Sport, Latisana             | Talmassons      | 0 - 3 | Black Angels Perugia | 22-25, 23-25, 20-25               |
| 13ª giornata - 14 dicembre 2024 Palazzetto dello Sport, Latisana            | Talmassons      | 2 - 3 | UYBA                 | 26-24, 20-25, 21-25, 25-21, 12-15 |

#### Girone di ritorno
| 14ª giornata - 22 dicembre 2024 Palazzetto dello Sport, Latisana | Talmassons           | 1 - 3 | Roma Club       | 25-21, 20-25, 20-25, 22-25        |
| 15ª giornata - 26 dicembre 2024 PalaVerde, Villorba              | Imoco                | 3 - 0 | Talmassons      | 25-22, 25-19, 28-26               |
| 16ª giornata - 5 gennaio 2025 Palazzetto dello Sport, Latisana   | Talmassons           | 0 - 3 | Bergamo 1991    | 21-25, 20-25, 15-25               |
| 17ª giornata - 11 gennaio 2025 PalaCampanara, Pesaro             | Megavolley           | 3 - 2 | Talmassons      | 30-32, 25-19, 25-17, 19-25, 15-11 |
| 18ª giornata - 15 gennaio 2025 Palazzetto dello Sport, Latisana  | Talmassons           | 1 - 3 | Savino Del Bene | 25-19, 19-25, 17-25, 22-25        |
| 19ª giornata - 19 gennaio 2025 PalaMaddalene, Chieri             | Chieri '76           | 3 - 1 | Talmassons      | 23-25, 25-23, 25-23, 29-27        |
| 20ª giornata - 25 gennaio 2025 Palazzetto dello Sport, Latisana  | Talmassons           | 3 - 0 | Pinerolo        | 25-13, 29-27, 25-21               |
| 21ª giornata - 1º febbraio 2025 Arena di Monza, Monza            | Pro Victoria         | 3 - 0 | Talmassons      | 25-19, 25-15, 25-10               |
| 22ª giornata - 12 febbraio 2025 Palazzetto dello Sport, Latisana | Talmassons           | 0 - 3 | AGIL            | 15-25, 13-25, 20-25               |
| 23ª giornata - 16 febbraio 2025 PalaCastagnaretta, Cuneo         | Cuneo Granda         | 3 - 1 | Talmassons      | 28-26, 25-19, 17-25, 25-19        |
| 24ª giornata - 22 febbraio 2025 Palazzetto dello Sport, Latisana | Talmassons           | 1 - 3 | Firenze         | 23-25, 27-25, 19-25, 22-25        |
| 25ª giornata - 26 febbraio 2025 PalaEvangelisti, Perugia         | Black Angels Perugia | 3 - 0 | Talmassons      | 25-21, 25-21, 25-19               |
| 26ª giornata - 1º marzo 2025 PalaPiantanida, Busto Arsizio       | UYBA                 | 3 - 2 | Talmassons      | 25-13, 25-27, 20-25, 25-18, 15-11 |

## Statistiche

### Statistiche di squadra
| Competizione | Punti | In casa | In casa | In casa | In trasferta | In trasferta | In trasferta | Totale | Totale | Totale |
| Competizione | Punti | G       | V       | P       | G            | V            | P            | G      | V      | P      |
| ------------ | ----- | ------- | ------- | ------- | ------------ | ------------ | ------------ | ------ | ------ | ------ |
| Serie A1     | 14    | 13      | 1       | 12      | 13           | 2            | 11           | 26     | 3      | 23     |
| Totale       | -     | 13      | 1       | 12      | 13           | 2            | 11           | 26     | 3      | 23     |

G = partite giocate; V = partite vinte; P = partite perse

### Statistiche dei giocatori
| Giocatore      | Serie A1 | Serie A1 | Serie A1 | Serie A1 | Serie A1 | Totale | Totale | Totale | Totale | Totale |
| Giocatore      | P        | PT       | AV       | MV       | BV       | P      | PT     | AV     | MV     | BV     |
| -------------- | -------- | -------- | -------- | -------- | -------- | ------ | ------ | ------ | ------ | ------ |
| A. Botezat     | 25       | 170      | 103      | 48       | 19       | 25     | 170    | 103    | 48     | 19     |
| B. Bucciarelli | 21       | 6        | 3        | 0        | 3        | 21     | 6      | 3      | 0      | 3      |
| A. Černucha    | 9        | 104      | 90       | 6        | 8        | 9      | 104    | 90     | 6      | 8      |
| C. Eze         | 26       | 89       | 51       | 29       | 9        | 26     | 89     | 51     | 29     | 9      |
| M. Ferrara     | 26       | 0        | 0        | 0        | 0        | 26     | 0      | 0      | 0      | 0      |
| R. Feruglio    | 4        | 0        | 0        | 0        | 0        | 4      | 0      | 0      | 0      | 0      |
| I. Gannar      | 21       | 50       | 35       | 11       | 4        | 21     | 50     | 35     | 11     | 4      |
| S. Gazzola     | 3        | 0        | 0        | 0        | 0        | 3      | 0      | 0      | 0      | 0      |
| J. Kocić       | 26       | 198      | 120      | 67       | 11       | 26     | 198    | 120    | 67     | 11     |
| A. Pamio       | 23       | 117      | 104      | 5        | 8        | 23     | 117    | 104    | 5      | 8      |
| N. Piomboni    | 21       | 52       | 43       | 8        | 1        | 21     | 52     | 43     | 8      | 1      |
| J. Ščerban'    | 15       | 157      | 145      | 5        | 7        | 15     | 157    | 145    | 5      | 7      |
| M. Storck      | 17       | 296      | 264      | 14       | 18       | 17     | 296    | 264    | 14     | 18     |
| O. Strantzalī  | 26       | 307      | 270      | 13       | 24       | 26     | 307    | 270    | 13     | 24     |

P = presenze; PT = punti totali; AV = attacchi vincenti; MV = muri vincenti; BV = battute vincenti